# 1764 в Україні

## Події
- Ліквідація автономії Гетьманщини
- Прохання малоросійського шляхетства 1764
- Оборона Станиславова (1764)

## Особи

### Народились
- 17 лютого, Йоахім Потоцький (1700—1764) — польський шляхтич, воєначальник, урядник, колекціонер.
- 9 серпня, Загорський Петро Андрійович (1764—1846) — засновник російської анатомічної школи, фізіолог, дійсний член Російської академії наук, заслужений професор Санкт-Петербурзької медико-хірургічної академії, член Медичної ради Міністерства внутрішніх справ, дійсний статський радник.
- 17 серпня, Берлинський Максим Федорович (1764—1848) — український педагог, історик, археолог, архівіст, релігійний діяч.
- 21 грудня, Юзеф Потоцький (1695—1764) — польський шляхтич гербу Золота Пилява. Військовик, урядник, меценат.
- Мартин Урбанік (? — 1764) — архітектор і будівничий доби бароко.

### Померли
- Йован Шевич (? — 1764) — підполковник австрійської служби і генерал-поручник російської служби; засновник Слов'яносербії.

## Засновані, зведені
- Друга Малоросійська колегія
- Арсенал (завод)
- Малоросійська губернія
- Новоросійська губернія
- Бахмутський гусарський полк
- Дніпровський пікінерний полк
- Донецький пікінерний полк
- Єлисаветградський пікінерний полк
- Жовтий гусарський полк
- Луганський пікінерний полк
- Самарський гусарський полк
- Херсонський пікінерний полк
- Чорний гусарський полк
- Катерининська провінція
- Остерський повіт
- Хомутецька сотня
- Єшиль-Джамі
- Церква Успіння Пресвятої Діви Марії (Городенка)
- Вознесенська церква (Короп)
- Велика Солона
- Голубівка
- Каплинці
- Крисине
- Лопатинка
- Небелиця
- Орлово-Іванівка
- Рудівка (Сватівський район)
- Сазоно-Баланівка
- Чабель
- Шахтарськ
- Шепилове

## Зникли, скасовані
- Гетьман Війська Запорозького
- Генеральна військова канцелярія гетьмана Кирила Розумовського